# Kalamaja kyrkogårdspark
Kalamaja kyrkogårdspark (estniska: Kalamaja kalmistupark) är en park i stadsdelen Kalamaja i nordvästra Tallinn i Estland. Här låg tidigare stadens äldsta bevarade kyrkogård, Kalamaja kyrkogård (estniska: Kalamaja kalmistu), där tusentals estniska och svenska Tallinnbor låg begravda. Kyrkogården jämnades med marken och förstördes fullständigt av de dåvarande sovjetiska ockupationsmyndigheterna 1964 och är idag omgjord till en park.

## Geografi
Kalamaja kyrkogårdspark ligger 20 meter över havet. Terrängen runt Kalamaja kyrkogårdspark är platt. Havet är nära Kalamaja kyrkogårdspark åt nordväst. Runt Kalamaja kyrkogårdspark är det tätbefolkat, med 369 invånare per kvadratkilometer. I omgivningarna runt Kalamaja kalmistupark växer i huvudsak blandskog.